# Youcef Reziouak
Youcef Reziouak (en arabe : يوسف رزيوق) est un footballeur algérien né le 20 février 1972 à Aïn Kercha dans la wilaya d'Oum El Bouaghi. Il évoluait au poste de défenseur central.

## Biographie
Youcef Reziouak évolue en première division algérienne avec les clubs de la JSM Béjaïa et de la MSP Batna. Il dispute 78 matchs en inscrivant deux buts.

## Palmarès
MSP Batna
- Championnat d'Algérie D2 :
  - Vice-champion : 2007-08.